# Акил, Ибрагим
Ибрагим Акил (араб. ابراهيم عقيل‎; 24 декабря, 1962, Бекаа, Ливан — 20 сентября 2024, Харет-Хрейк, Ливан) — ливанский террорист, военачальник шиитской боевой организации «Хезболла». Известный под псевдонимом Аль-Хадж Абдул Хадер.

## Биография
Участвовал в создании Хезболлы в 1980-х гг. С 2004 года занимал должность руководителя сил специальных операций, отвечал за деятельность террористической организации в сферах диверсионных атак, противотанкового огня, зарядов взрывчатых веществ, противовоздушной обороны и других военных аспектов.
По данным Государственного департамента, американские власти разыскивали Акила за его роль в двух взрывах в 1983 году, в результате которых погибли более 350 человек в посольстве США в Бейруте 18 апреля и казармах морской пехоты США 23 октября. США объявили Акила в розыск и объявила за его голову награду в 7 млн долларов.
Во время Ливанской войны 2006 года Акил отвечал за координацию разведывательной деятельности между Хезболлой и сирийской армией.
После вторжения ХАМАСа в Израиль в октябре 2023 года Акил был одним из организаторов плана нападения на Галилею, согласно которому «Хезболла» планировала захватить израильские поселения на севере Израиля, подобно тому, как это сделала группировка ХАМАС.
20 сентября 2024 года ликвидирован в результате израильского авиаудара по южному пригороду Бейрута. Кроме Акила, ударом был ликвидирован также весь высший оперативный состав и руководство спецотряда «Радван».